# Lamatar
Lamatar (nep. लामाटार) – gaun wikas samiti w środkowej części Nepalu w strefie Bagmati w dystrykcie Lalitpur. Według nepalskiego spisu powszechnego z 2001 roku liczył on 1497 gospodarstw domowych i 7572 mieszkańców (3767 kobiet i 3805 mężczyzn).